# Ужичко читалиште
Ужичко читалиште је једно од првих читалишта у Србији. Основано је 1846. године.

## Настанак читалишта
Према неким подацима читалиште у Ужицу основано је 6. августа 1846. године. Управу тог првог читалишта чинили су окружни протојереј, члан окружног суда и један судија. У извештају Друштва Српске словесности за 1851. годину Ужичко читалиште се други пут помиње, овога пута као корисник Гласника. Према извештају председника Ужичког читалишта, упућеном министру просвете 1874, Читалиште је основано 1856. године, носило је назив Читалиште Вароши Ужичке, имало је 50 до 60 чланова, који су поред чланарине од 24 гроша, давали и добровољне прилоге за набавку инвентара и књига.

## Устав
Устав Читалишта Вароши Ужичке састављен је од 29 чланова међу којима је изложена организација, циљ, обавезе и права чланова, састав и дужности управе и обавезе и послови библиотекара. Овим Уставом (правилима) регулисан је и прописан Печат Читалишта Ужичког.
Оснивачи Читалишта у Ужицу су прво отворили читалиште и усвојили Устав, и тек након тога проследили Устав надлежним министарствима на усвајање. Уз одобрење које је стигло 19. новембра достављене су и примедбе, од којих се неке односе на печат и назив правила. Министарство објашњава да би овај акт требало назвати Устројеније Читалишта Ужичког, као и да печат са ликом богиње мудрости Минерве, треба заменити симболом просвете, ликом Светог Саве.
Са усвојеним Устројенијем, Читалиште Ужичко је наставило рад и о њему су писале новине.

## Рад читалишта
Године 1858. Читалиште значајно напредује, како материјално тако и у свету просвете. Броји преко 100 чланова, и остварује додатне приходе. Остварило је циљ да приволи бројну публику и претплатнике.
Стојан Обрадовић је био један од оснивача, члан окружног суда. Сарађивао је са Друштвом Српске словесности и објављивао своје радове у његовом Гласнику. Због тога је Гласник стигао у Ужице још пре отварања читалишта, већ од 1851.
Читалиште је смештено у кући Милана Каљевића, председника Окружног суда и угледног трговца, што је обезбедило добре услове за рад, више финансија и набавку већег броја новина, часописа и књига.

## Фонд
Читаоница је 1880. имала 485 старих и ретких књига, примала је 22 наслова периодике, од којих је било 5 страних.

## Финансирање, политика и крах
Напредак Читалишта је нагло прекинут због афере око новца којим је Стојан Обрадовић руковао. Због тога су уследиле оптужбе и расправе, а за резултат су имале затварање читалишта 1860. 
Прекид рада читалишта није дуго трајао. Већ 1862. је у овој установи основано Театрално друштво, прва позоришна група у Ужицу. Године 1868. је основана и Певачка дружина, која је организовала приредбе. Културне манифестације овог типа су привукле велики број грађана, а сав приход је био намењен фонду Читалишта.
Након 1868. Читалиште поприма и политички карактер. Долази до јавних полемика. Председник Гаврило Поповић није био спреман да подржи акцију Уједињене омладине српске и напредна схватања која су у овај крај стизала из Европе. Оштре борбе завршиле су се победом конзервативаца, међу којима је и сам председник Гаврило Поповић. Интерес грађана је због тога нагло опао.
Велика политичка превирања су убрзала њено гашење које је уследило 1894. године.